# Гоммевиль
Гоммеви́ль (фр. Gomméville) — коммуна во Франции, находится в регионе Бургундия. Департамент коммуны — Кот-д’Ор. Входит в состав кантона Шатийон-сюр-Сен. Округ коммуны — Монбар.
Код INSEE коммуны — 21302.

## Население
Население коммуны на 2010 год составляло 151 человек.
| 1962 | 1968 | 1975 | 1982 | 1990 | 1999 | 2010 |
| ---- | ---- | ---- | ---- | ---- | ---- | ---- |
| 186  | 198  | 194  | 161  | 142  | 132  | 151  |

## Экономика
В 2010 году среди 96 человек трудоспособного возраста (15—64 лет) 70 были экономически активными, 26 — неактивными (показатель активности — 72,9 %, в 1999 году было 62,1 %). Из 70 активных жителей работали 63 человека (37 мужчин и 26 женщин), безработных было 7 (4 мужчины и 3 женщины). Среди 26 неактивных 6 человек были учениками или студентами, 11 — пенсионерами, 9 были неактивными по другим причинам.